# Rhanidophora flava
Rhanidophora flava là một loài bướm đêm trong họ Noctuidae.